# Bettancourt-la-Ferrée
Bettancourt-la-Ferrée és un municipi francès situat al departament de l'Alt Marne i a la regió del Gran Est. L'any 2007 tenia 1.862 habitants.

## Demografia

### Població
El 2007 la població de fet de Bettancourt-la-Ferrée era de 1.862 persones. Hi havia 807 famílies de les quals 160 eren unipersonals (49 homes vivint sols i 111 dones vivint soles), 410 parelles sense fills, 201 parelles amb fills i 36 famílies monoparentals amb fills.
La població ha evolucionat segons el següent gràfic:
Habitants censats

### Habitatges
El 2007 hi havia 842 habitatges, 810 eren l'habitatge principal de la família, 3 eren segones residències i 29 estaven desocupats. 800 eren cases i 42 eren apartaments. Dels 810 habitatges principals, 734 estaven ocupats pels seus propietaris, 67 estaven llogats i ocupats pels llogaters i 9 estaven cedits a títol gratuït; 8 tenien dues cambres, 70 en tenien tres, 294 en tenien quatre i 438 en tenien cinc o més. 689 habitatges disposaven pel capbaix d'una plaça de pàrquing. A 370 habitatges hi havia un automòbil i a 393 n'hi havia dos o més.

### Piràmide de població
La piràmide de població per edats i sexe el 2009 era:
| Homes | Edats   | Dones |
| ----- | ------- | ----- |
| 0     | 95 o +  | 0     |
| 4     | 90 a 94 | 4     |
| 0     | 85 a 89 | 8     |
| 8     | 80 a 84 | 4     |
| 36    | 75 a 79 | 16    |
| 56    | 70 a 74 | 68    |
| 80    | 65 a 69 | 100   |
| 124   | 60 a 64 | 108   |
| 76    | 55 a 59 | 60    |
| 100   | 50 a 54 | 124   |
| 96    | 45 a 49 | 92    |
| 68    | 40 a 44 | 76    |
| 48    | 35 a 39 | 76    |
| 32    | 30 a 34 | 36    |
| 40    | 25 a 29 | 12    |
| 48    | 20 a 24 | 44    |
| 112   | 15 a 19 | 56    |
| 72    | 10 a 14 | 44    |
| 44    | 5 a 9   | 36    |
| 40    | 0 a 4   | 28    |

## Economia
El 2007 la població en edat de treballar era de 1.104 persones, 684 eren actives i 420 eren inactives. De les 684 persones actives 621 estaven ocupades (323 homes i 298 dones) i 62 estaven aturades (28 homes i 34 dones). De les 420 persones inactives 221 estaven jubilades, 87 estaven estudiant i 112 estaven classificades com a «altres inactius».

### Ingressos
El 2009 a Bettancourt-la-Ferrée hi havia 807 unitats fiscals que integraven 1.872 persones, la mediana anual d'ingressos fiscals per persona era de 20.422 €.

### Activitats econòmiques
Dels 110 establiments que hi havia el 2007, 1 era d'una empresa extractiva, 2 d'empreses alimentàries, 1 d'una empresa de fabricació de material elèctric, 5 d'empreses de fabricació d'altres productes industrials, 9 d'empreses de construcció, 43 d'empreses de comerç i reparació d'automòbils, 10 d'empreses de transport, 7 d'empreses d'hostatgeria i restauració, 4 d'empreses financeres, 6 d'empreses immobiliàries, 8 d'empreses de serveis, 8 d'entitats de l'administració pública i 6 d'empreses classificades com a «altres activitats de serveis».
Dels 24 establiments de servei als particulars que hi havia el 2009, 1 era una oficina de correu, 1 una oficina bancària, 8 tallers de reparació d'automòbils i de material agrícola, 1 taller d'inspecció tècnica de vehicles, 1 paleta, 1 guixaire pintor, 2 fusteries, 2 lampisteries, 1 electricista, 3 perruqueries i 3 restaurants.
Dels 10 establiments comercials que hi havia el 2009, 1 era, 1 un hipermercat, 1 un supermercat, 1 una botiga de menys de 120 m², 1 una llibreria, 1 una sabateria, 3 botigues de mobles i 1 una joieria.
L'any 2000 a Bettancourt-la-Ferrée hi havia 4 explotacions agrícoles.

## Equipaments sanitaris i escolars
El 2009 hi havia 1 farmàcia i 1 ambulància.
El 2009 hi havia 1 escola maternal i 1 escola elemental.

## Poblacions més properes
El següent diagrama mostra les poblacions més properes.